# Lithobius maximovici
Lithobius maximovici är en mångfotingart som beskrevs av Folkmanová 1946. Lithobius maximovici ingår i släktet Lithobius och familjen stenkrypare.
Artens utbredningsområde är Tjeckien. Inga underarter finns listade i Catalogue of Life.